# Joseph Allen
Joseph Allen (Crawfordsville, Indiana, 1937. június 27. –) amerikai űrhajós. Teljes neve Joseph Percival Allen, beceneve Joe.

## Életpálya
Tanulmányait Crawfordsvilleben a bölcsészettudományi karon matematika-fizika szakon végezte. 1959-ben tudományos fokozatot szerzett a Yale Egyetemen, majd 1961-ben és 1965-ben megerősítette doktorátusát. A Washingtoni Egyetemen fizikusként dolgozott. 1967. augusztus 4-től részesült űrhajóskiképzésben. Kettő küldetés alatt összesen 13 napot, 1 órát és 58 percet töltött a világűrben. Kettő űrséta alatt egy műhold pályára helyezésével és kettő befogásával foglalkozott. 1985. július 1-jén köszönt el a NASA űrhajósaitól. A polgári életben több vállalat elnöke volt.

## Űrrepülések
- 1982-ben az STS–5 az amerikai űrrepülőgépes program küldetésfelelőse
- 1984-ben az STS–51–A űrrepülőgép program küldetésfelelőse